# Federalismo na Austrália
O federalismo na Austrália foi adotado como princípio constitucional em 1 de janeiro de 1901, data em que as seis colônias australianas autônomas de Austrália Meridional, Austrália Ocidental, Nova Gales do Sul, Queenslândia, Tasmânia e Vitória federaram formalmente a Comunidade da Austrália, que continua a ser uma federação desses seis "Estados originais" sob a Constituição da Comunidade.
A Austrália é a sétima federação mais antiga do mundo depois dos Estados Unidos (1789), do México (1824), da Suíça (1848), do Canadá (1867), do Império Alemão (1871) e do Brasil (1889). A Austrália é o único desses países em que o território dos estados constituintes originais permaneceu inalterado (embora alguns territórios ultramarinos tenham sido adquiridos e renunciados).
Poucas mudanças foram feitas em termos da constituição formal (escrita) desde que a federação australiana surgiu; na prática, no entanto, a forma como o sistema federal funciona mudou enormemente. O tema mais significativo em que mudou é o grau em que o governo da Comunidade assumiu uma posição de domínio.